# Ajdov grad
Ajdov grad je stal v naselju Sela pri Štravberku v občini Novo mesto. 

## Zgodovina
Zgrajen je bil v obdobju med 11. in 13. stol. Na terenu so še zelo lepo vidni obrambni jarki.